# Нікуда
Ніку́да, Рудка — річка в Україні, у Шполянському районі Черкаської області. Ліва притока Гнилого Ташлика (басейн Дніпра).

## Опис
Довжина річки становить приблизно 19,2 км. На деяких ділянках пересихає.

## Розташування
Бере початок у селі Бурти. Спочатку тече на північний, потім — переважно на південний схід через Станіславчик і в селі Матусів упадає в річку Гнилий Ташлик, ліву притоку Тясмину. 
Річку перетинають автошлях Н16 і залізниця.